# Le Grand-Lucé
Le Grand-Lucé är en kommun i departementet Sarthe i regionen Pays de la Loire i nordvästra Frankrike. Kommunen ligger i kantonen Le Grand-Lucé som tillhör arrondissementet La Flèche. År 2022 hade Le Grand-Lucé 1 941 invånare.

## Befolkningsutveckling
Antalet invånare i kommunen Le Grand-Lucé
| Referens: INSEE |